# Fejlábúak
A fejlábúak vagy lábasfejűek (Cephalopoda, görög κεφαλό + ποδα, fej + láb) a puhatestűek (Mollusca) törzsének egyik osztálya.
A puhatestűek legfejlettebb csoportja. Nevüket a szájnyílás körül elhelyezkedő karokról kapták. A karok száma fontos rendszertani jelleg, mivel a nautiluszoknak akár 90, a szépiáknak és a kalmároknak 10, a polipoknak 8 karja van. Csak kevés fajnak van látható háza. A földtörténeti középkorig az ismert alakok döntő többség a külső vázas volt, mára megfogyatkoztak. Egyes belső vázas lábasfejűek (kalmárfélék) házának elcsökevényesedett maradványa a test belsejében foglal helyet, a polipoké teljesen el is tűnt. Szemük eléri a gerincesek szemének fejlettségét. A nautiluszok kivételével gyors színváltoztatásra képesek. Ragadozók; állkapcsuk fordított papagájcsőrre emlékeztet. Egyes fajoknak méregmirigye van. Különleges szervük a tintazacskó, amivel tintaszerű anyagot bocsátanak ki meneküléskor. Ebbe a csoportba tartoznak a legnagyobb gerinctelen állatok. Egyes fajaik meglepően intelligensek.

## Általános jellemzőik

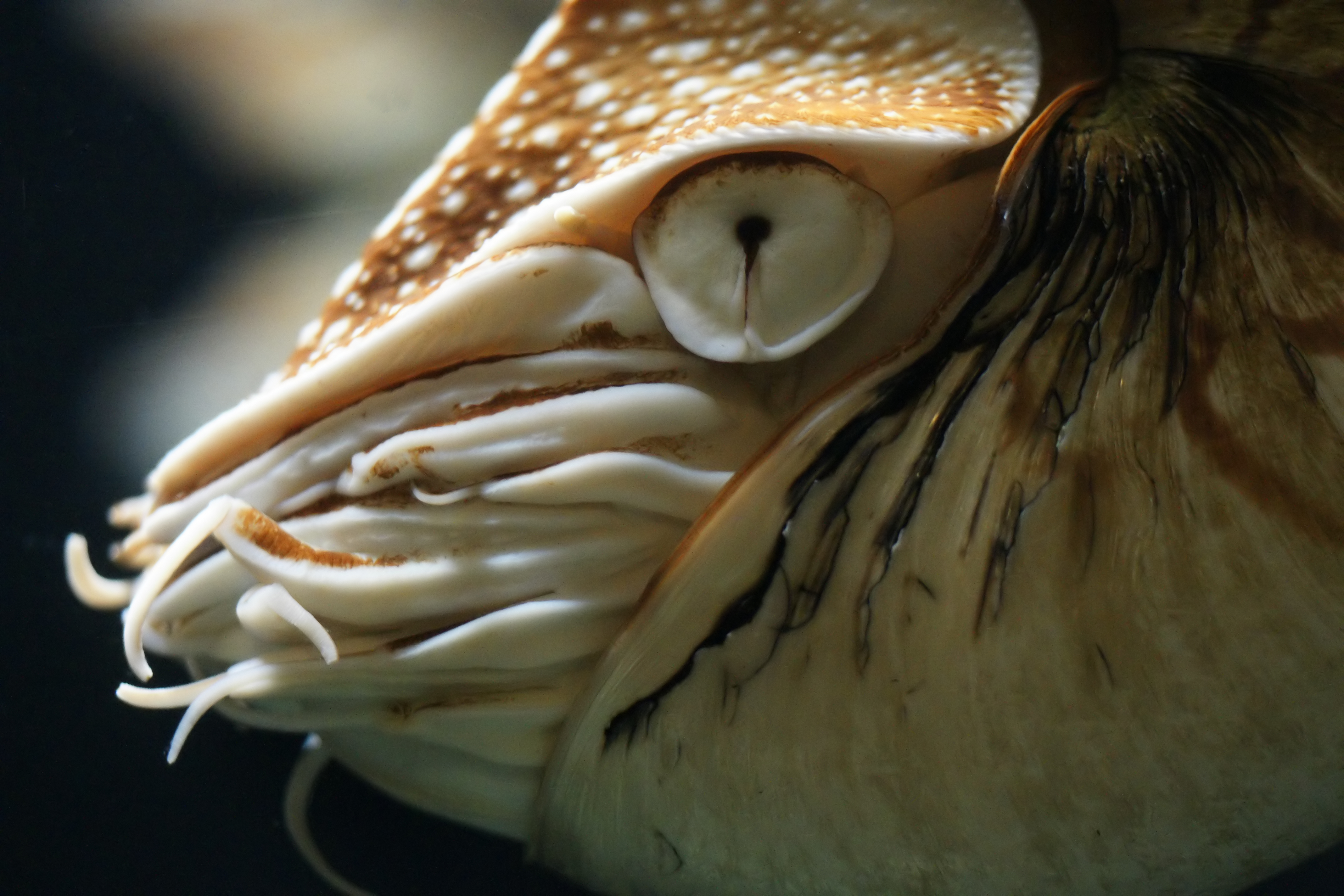
Egy nautilusz szeme és karjai

A fejlábúak alapvető jellegzetessége, hogy összesen két testtájuk, a fejláb és a zsigerzacskó különböztethető meg. A zsigerzacskó alapvetően hasonló a többi puhatestű megfelelő részéhez, a fejláb azonban egészen más struktúrájú. A többi puhatestűnek haslába van. A haslábat alkotó izomkötegek a fejlábúaknál részben a szájnyílás felé tolódtak el, és ott nyúlványokat alkotnak, ezek a lábak, amelyek már csak kis részben szolgálják a mozgást, ezért sokszor karoknak nevezik, nem lábnak. Minden fogókaron szívókorongok kettős sora található. Az egyes szívókorongok külön-külön is működtethetők.
A hasláb többi izma a köpenyüregbe vezető tölcsért alkotja. A tölcsér is részben mozgásszerv, hiszen a köpenyüregből kifecskendezett víz rakétaelven hajtja az állatot, emellett elsődlegesen a légzést szolgálja, mert a kopoltyúkhoz pumpálja a vizet. Ezek, a hasláb módosulásaiból kialakult szervek alapjaiban különböztetik meg a fejlábúakat a többi puhatestűtől. A fejláb segítségével ezen osztály tagjai aktív és gyors helyváltoztatásra képesek, ezért a többi puhatestűtől eltérően nektonikusak.
További jelentős különbség a többi puhatestűhöz képest a magasan szervezett idegrendszer, és az erősen fejlett szem, amelyet „hólyagszemnek” neveznek. Ez összefügghet azzal, hogy minden alakjuk aktív ragadozó. Az idegdúcok mérete és struktúrája miatt már agydúcnak is lehet nevezni, szemük lencsét tartalmaz (kivéve a nautiluszokét), amely a gerincesekétől független evolúcióval alakult ki. Minden alakjuk kizárólag tengeri, sőt eltérően a többi puhatestűtől, kifejezetten sztenohalinok, azaz a sótartalom változását (csökkenését) nem viselik el. Minden fejlábúnak három szíve van, mivel a keringést segítő pumpáló véredények helyezkednek el mindkét oldalon a kopoltyúk előtt. A fejlábúak már kizárólag sejten kívüli emésztést végeznek, megjelenik a nyálmirigy, amely esetenként mérgező nyálat termel, és egy középbéli mirigy. Kültakarójuk egyrétegű hámszövet.
Az első fejlábúak külső vázasok voltak, ezeknél a szifó funkciója átalakult. A csigaházas polipok háza kamrákból áll. A kamrákat az állat élete során egymás után növeszti, mindig csak a legkülső, legfiatalabb kamra van használatban. A többi kamrát a módosult szifó köti össze. A belső vázas fejlábúaknál a szifó is elcsökevényesedett a vázzal együtt, már csak egy cső a „szépiacsontban”. A szifó a kamraválaszfalakon áthatol. A kezdetleges alakoknál a válaszfal közepénél, és a szifótölcsér hátrafelé irányul. Ide tartoznak a mai csigáspolipok. Ezeknél „fejsapkát” láthatunk, amely a ház bemeneti nyílását takarja, ha az állat behúzódik. A sapka a lágy test része. A fejlettebb alakoknál ez a szájfedő szarunemű, vagy meszes, a szifótölcsér előre néz, a szifó nem a válaszfal közepén halad keresztül, és a válaszfal és a ház metszésvonala (lobavonal) bonyolult. Ezek az ammoniteszek, amely rend maradék nélkül kihalt. A belső vázas fejlábúaknál a test körülnövi a házat, amely elcsökevényesedett (a polipok esetében teljesen eltűnt), nagyobb mozgási szabadságot adva az állatnak.

## Evolúciójuk

### Külső vázasok
A fejlábúak evolúciója valószínűleg úgy kezdődött, hogy egyes csigaszerű puhatestűek az egyedfejlődés során folytonosan növesztett ház egyes szakaszait válaszfalakkal lezárták. Ezzel kialakult a kamrás ház, amely már az alsó-kambriumi Volborthella nemnél látható. Igaz, hogy a Volborthellát követően a felső-kambriumban megjelenő újabb fejlábúakig nem ismert más, köztes alak. A kezdetleges fejlábúak a csigaházas polipok rokonságába tartoznak. Mindig egyenes házúak, amelyek a lakott kamra felé bővülnek. A törzsfejlődés során két irányban indult meg a házak változása: az egyik az íves ház, a másik pedig a fiatal korban becsavarodó, majd felnőtt korban kiegyenesedő típus. Ez utóbbi alapján feltehető, hogy a teljesen felcsavarodott, csigaházszerű váz neoténiás vonás. A teljesen felcsavarodott házak is több típusúak, lehetnek egy síkban, vagy térben csavarodóak. Az egy síkban feltekeredett ház lehet „involut” jellegű, azaz az újabb kanyarulatok teljesen befedik a korábbiakat. A késői ammonitesz-félék újból kicsavarodnak, a tér minden irányában tekeredhetnek, sőt vannak teljesen szabálytalan, fonálgombolyagra hasonlító házak is (például Nipponites).
A Volborthella igen kicsiny mérete (1,5 cm) miatt nehezen tanulmányozható. A felső kambriumból ismert a Plectronoceras, amelynek valószínűleg még mindig haslábai voltak, de háza szifóval összekötött kamrákból állt. A hasláb átalakulása fejlábbá talán annak köszönhető, hogy a kamrás ház gázszabályozási mechanizmusa lehetővé tette az aljzatról elemelkedést, így az izomkötegek felszabadultak más tevékenységhez. Az ordovícium elején már óriási, két méteres hosszt is elérő alakok kerültek elő, mint az Orthoceras (vagy Michelinoceras). A szilur a nautilusz-félék virágkora, egyszerre voltak jelen a teljesen egyenes házú formáktól a teljesen becsavarodottig minden átmenetben. A szilur végén már hanyatlás tapasztalható.
Már a szilurban megjelentek viszont az újabb típusú fejlábúak, az ammoniteszek, szintén először egyenes házú fajokkal. Első ismert képviselőjük a Bactrites nem. A Bactrites az első, amelynél a szifónyílás nem a kamraválaszfal közepén található, valamint a kamravarratvonalban feltűnik egy hátrafelé mutató lobus. Az ammoniteszek törzsfejlődése ezután a lobavonalak folytonos bonyolódásával jár, a késői alakoknál már-már fraktáljellegű. A Bactritesnél még hátrafelé néznek a szifótölcsérek, és e keverék jellege miatt vitatott a besorolása is. Még a Goniatitesnek is hátranéző szifótölcsére van, míg minden további, az ő csoportjába sorolt – és valószínűleg a Goniatites közvetlen leszármazási vonalába tartozó – ammonitesznek előre néz. A legbonyolultabb lobusa a triász korú Pinacoceras nemnek volt. Ennek egyes fajai elérték az egy méteres átmérőt is.

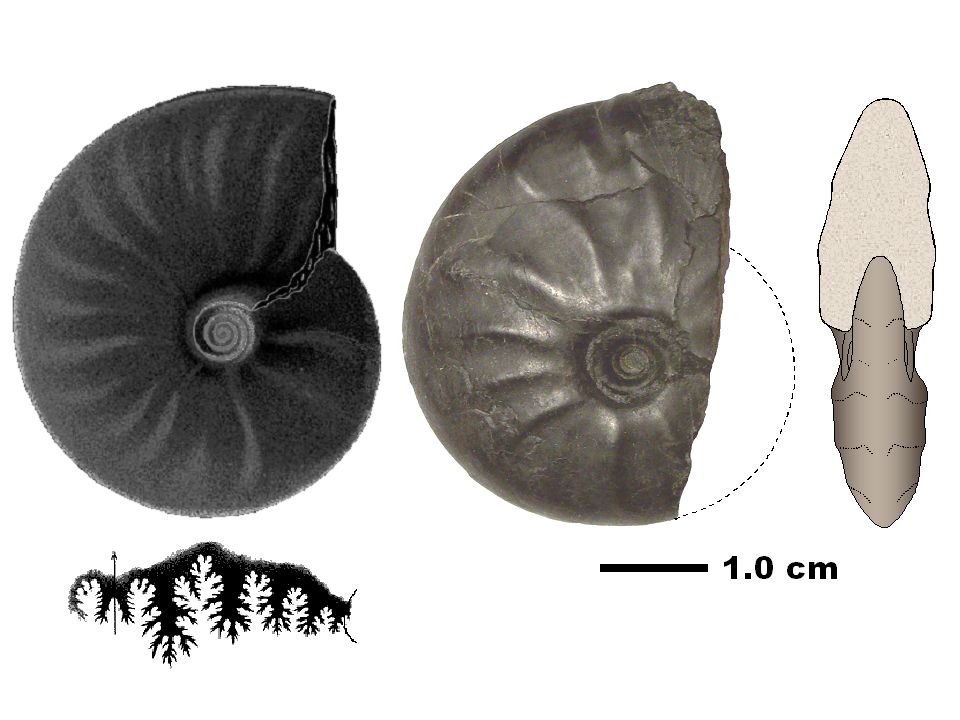
A Flexoptychites flexuosus nevű faj kövülete, alatta a lobavonal rajza

A triászban jelennek meg az első bordázott házú ammoniteszek. Az egyszerű bordák a kanyarulatok oldalán vannak, majd a későbbi formáknál fokozatosan hosszabbodnak, végül gyűrűkké alakulnak. A gyűrűket azonban sokszor megszakítja egy hosszanti taréj, amelyet externális barázdának nevezünk. A még későbbi változatoknál a bordák elágazhatnak. A jurában íves, sarlós bordák tűnnek fel. A kréta folyamán a bordák ismét egyszerűsödnek, ezzel párhuzamosan a lobavonalak is simulnak, a házak pedig már csak lazán, vagy rendszer nélkül tekerednek. Ezek az úgynevezett „mellékalakok”. A mellékalakok már a triász végén megjelennek, aztán hosszú szünet után a kréta második felében. Az ammoniteszek evolúciós tempója gyors, sok fajuk kiváló korjelző, mert rövid ideig, nagy egyedszámban éltek. A jura és kréta időszakok tagolása is elsősorban az ammoniteszekre épül.

### Belső vázasok
A belső vázas fejlábúaknál sok esetben egyáltalán nincs vázelem, ahol van, az egy elcsökevényesedett egyenesházú nautiluszféléhez hasonló. Ez a körülmény megnehezíti a törzsfejlődés vázolását, ennek ellenére már a devonból ismert belső vázas fejlábú maradványa. A belső váz kialakulására is akad példa a csigák között, amelyeknél egyes fajok köpenye időszakosan vagy véglegesen körbeveszi a házat. Az első olyan váz, amelyben már nem ismerhető fel a lakókamra, a Parabactritesé.
A belső váz három részből áll. A test a phragmoconus, amely körkeresztmetszetű, kúpos és kamrázott. A kamrákon áthalad a csökevényes szifó, mégpedig nem a kamraválaszfalak közepén, hanem a hasi oldal felé tolódva. A phragmoconus háti oldalán kerek végű lemez nyúlik ki, a proostracum. A proostracum valószínűleg a lakókamra felnyílt, be nem fejezett maradványa, amely általában kitines, néha kissé aragonitosodik. Következésképp az ősmaradvány anyagban igen ritkán jelenik meg. A váz harmadik része a rostrum, amely a phragmoconust végét veszi körbe. A csúcsánál általában tömör mészanyagú. Az ősmaradványok többségét a rostrum teszi ki.
A belső vázasok minden későbbi formája valószínűleg a Belemnites-félékből alakult ki, talán éppen az Eobelemnitesből. Fejlődésük négy elkülönült úton haladt. A Spirulorostra a Spirula-félék őse. Ezeknek jellemzője a becsavart rostrum, a rövid karok, és két nagyon hosszú fogókar. A kalmárfélék hasonlóak a Spirulához, de belső vázuk nagyon csökevényes, legfeljebb a proostracum maradványa található bennük. A szépiaféléknél is elcsökevényesedett a rostrum és a phragmoconus, viszont a proostracum erős. Ez a „szépiacsont”. Végül a nyolckarú polipok, akiknél a belső váz már teljesen hiányzik.

## Rendszerezés
A rendszerezés alapja két, egymással szoros kapcsolatban álló tulajdonságon alapul. A külső vázas fejlábúak mind négy kopoltyúval rendelkeznek, a belső vázasok pedig kettővel. Ezért vagy külső- és belső vázas, vagy négy- és kétkopoltyús alosztályra osztható fel a csoport. A recens fejlábúak csoportjai és a fosszilis fejlábúcsoportok összetételének nagyfokú különbözősége miatt az őslénytani anyag és a mai fejlábúak rendszerezése eltérő, de a maiak esetében is több különböző rendszerezés létezik.
- †Ammoniteszek (Ammonoidea) alosztálya
  - Paleoammonoida (Clymenatida) rend (egyszerű lobusúak)
    - †Clymeniida alrend
    - †Goniatitida alrend
    - †Aulacoceratida alrend

  - Mesoammonoida (Ceratitida) rend (négylobusúak)
    - †Anarcestida alrend
    - †Ammonitida alrend
    - †Ceratitida alrend
    - †Prolecanitida alrend

  - Neoammonoida (Phylloceratida) rend (ötlobusúak)
- Belsővázas fejlábúak (Coleoidea) alosztálya
  - †Belemniteszek (Belemnoidea) csoportja
    - †Aulacocerida rend
    - †Belemnitida rend
    - †Hematitida rend
    - †Phragmoteuthida rend

  - Újbelsővázas fejlábúak (Neocoleoidea) csoportja
    - Tízkarú polipok (Decapodiformes) öregrendje
      - †Boletzkyida rend
      - Tintahalak (Sepiida) rendje
      - Sepiolida rend
      - Spirulida rend
      - Kalmárok (Teuthida)  rendje

    - Nyolckarú polipok (Octopodiformes) öregrendje
      - Polipok (Octopoda) rendje
      - Vampyromorphida rend
- Csigaházas polipok (Nautiloidea) alosztálya
  - †Actinocerida rend
  - †Ascocerida rend
  - †Bactritida rend
  - †Discosorida rend
  - †Dissidocerida rend
  - †Ellesmerocerida rend
  - †Endocerida rend
  - †Lituitida rend
  - Nautiluszok (Nautilida) rendje
  - †Oncocerida rend
  - †Orthocerida rend
  - †Plectronocerida rend
  - †Pseudorthocerida rend
  - †Tarphycerida rend

## Alternatív rendszerezés
A többi puhatestűtől való nagy eltérések miatt időnként altörzsként is osztályozzák a fejlábúakat, így a legmagasabb első alkategória az osztály:
Külső vázas fejlábúak osztálya (vagy négykopoltyúsok, Ectocochlia)
- Nautiloidea alosztály (hátranéző szifótölcséresek)
  - Actinoceratida rend (alsó ordovícium–karbon)
  - Endoceratida rend (alsó ordovícium–karbon)
  - Nautiloida rend (alsó-kambrium–jelenkor)
  - Bactritoidea rend
- Ammonoidea alosztály
  - Paleoammonoidea rend (vagy Clymenatoidea, egyszerű lobusúak)
  - Mesoammonoidea rend (vagy Ceratoidea, négylobusúak)
  - Neoammonoidea rend (vagy Phylloceratoidea, ötlobusúak)

Belső vázas fejlábúak osztálya (vagy kétkopoltyúsok, Coleoidea, Dibranchiata)
- Tízkarú polipok alosztálya (Decabrachia vagy Decapoda)
  - Belemnoidea rend (vagy Belemnitida, alsó karbon–jelenkor)
  - Phragmatheutida rend (alsó perm–felső jura
  - Szépiafélék rendje (Sepioidea)
  - Thettoidea rend (vagy Theutida, alsó devon–jelenkor)
- Nyolckarú polipok alosztálya (Octopoda vagy Octobrachia, felső kréta–jelenkor)

## Érdekesség
Lásd a Maxisciences francia nyelvű Internet-folyóirat angol nyelvű videóit ami egyes polipok intelligenciáját és érdeklődését tanúsítja: A floridai tengerparton (USA) filmeztek egy kíváncsi polipot. Ez kimászik a tengerből, szétnézni a tengerparton, megragad egy fényképezőgépet és megpróbálja szétszedni.
Máshol a tengerben az amerikai tengerpart közelében egy polip megragad egy fényképezőgépet, de a búvár lefilmezi bizonyítékképpen mielőtt az elúszna vele, de azután a polip nem ellenkezik, és visszaadja a gépet.
Egy búvár bezár egy polipot egy csavaros befőttes üvegbe, de a polip egy perc alatt lecsavarja a tetejét menekülésre készen.

## Galéria

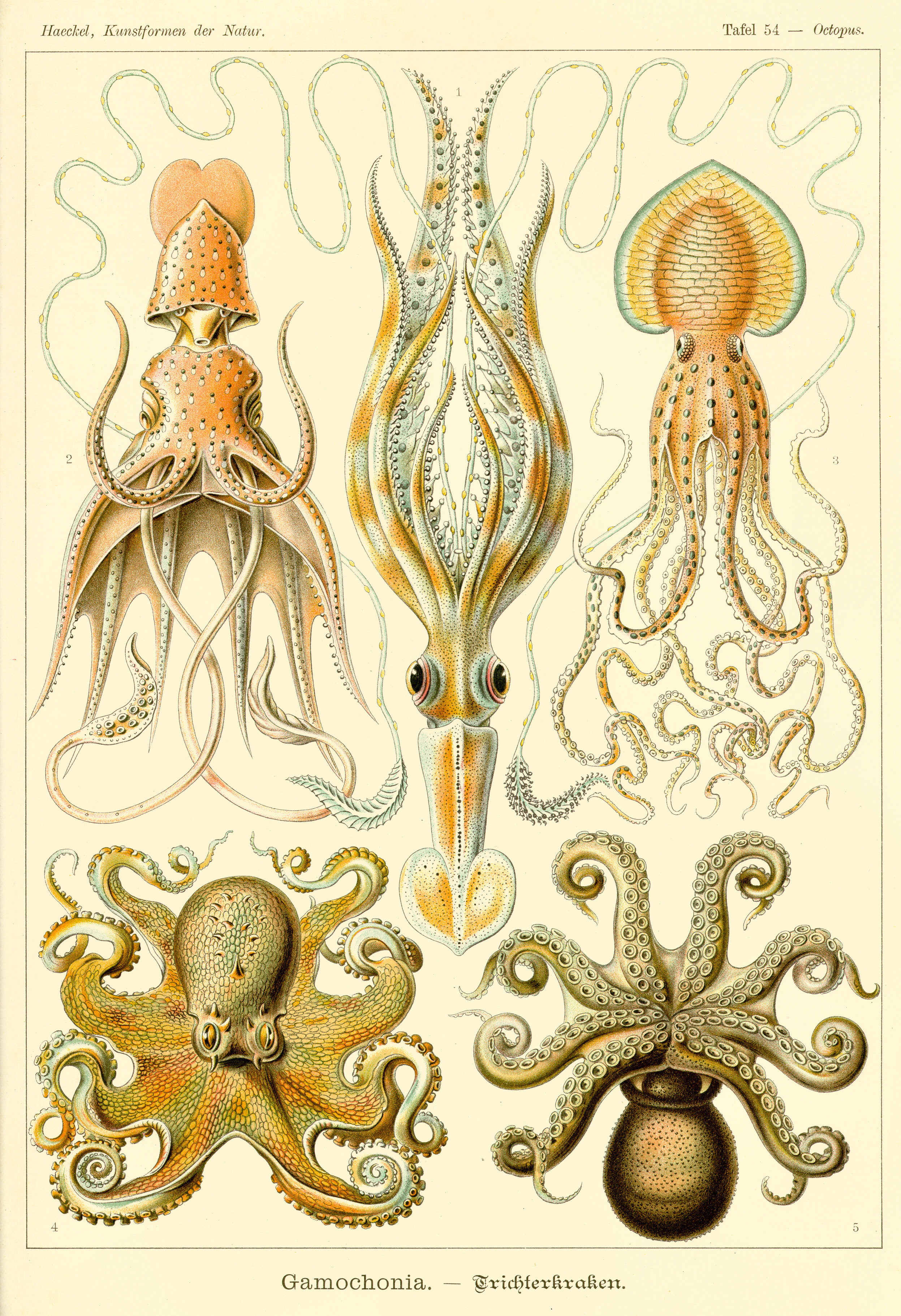
Ernst Haeckel rajzai
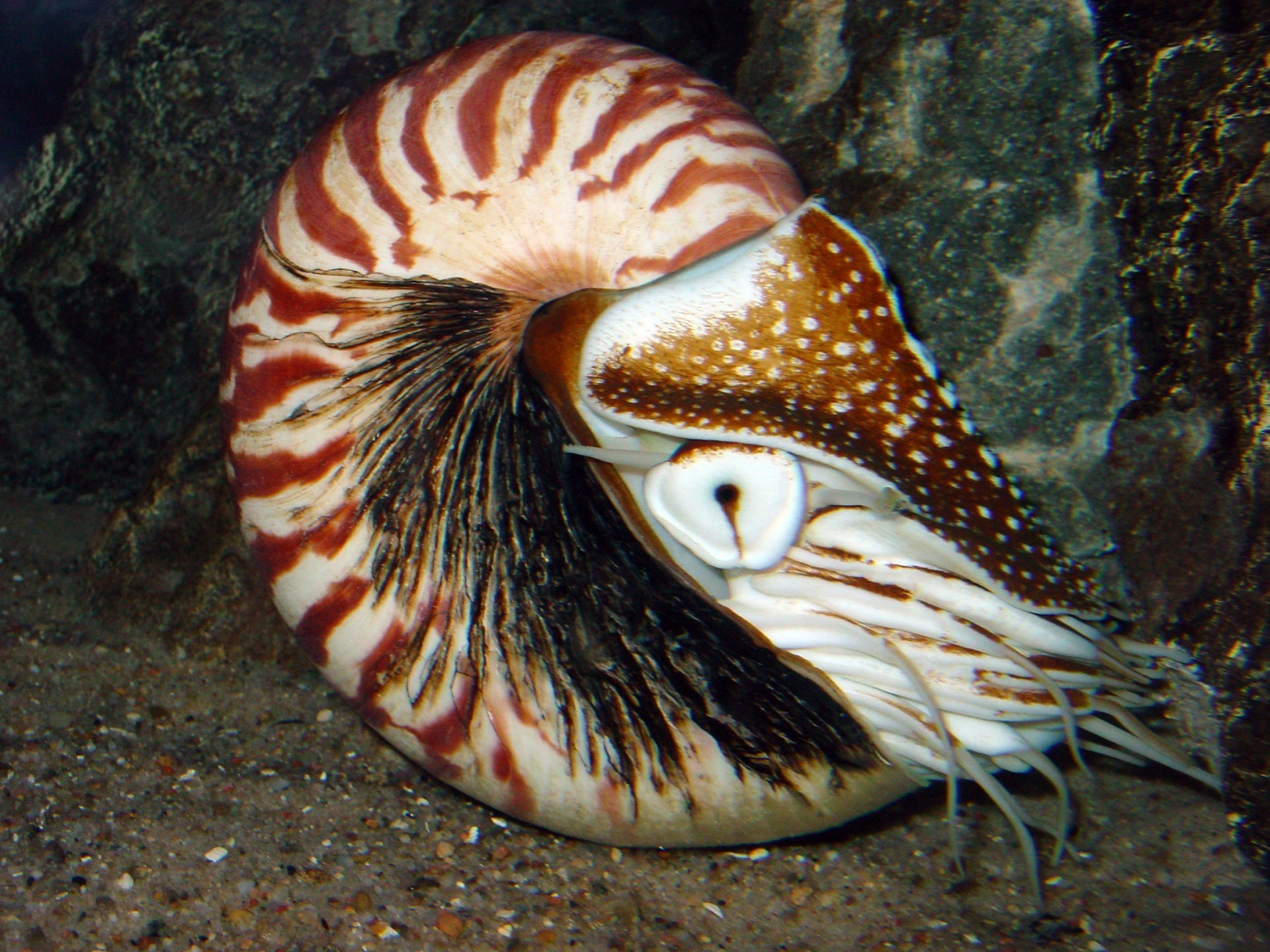
Csigáspolip (Nautilus pompilius)
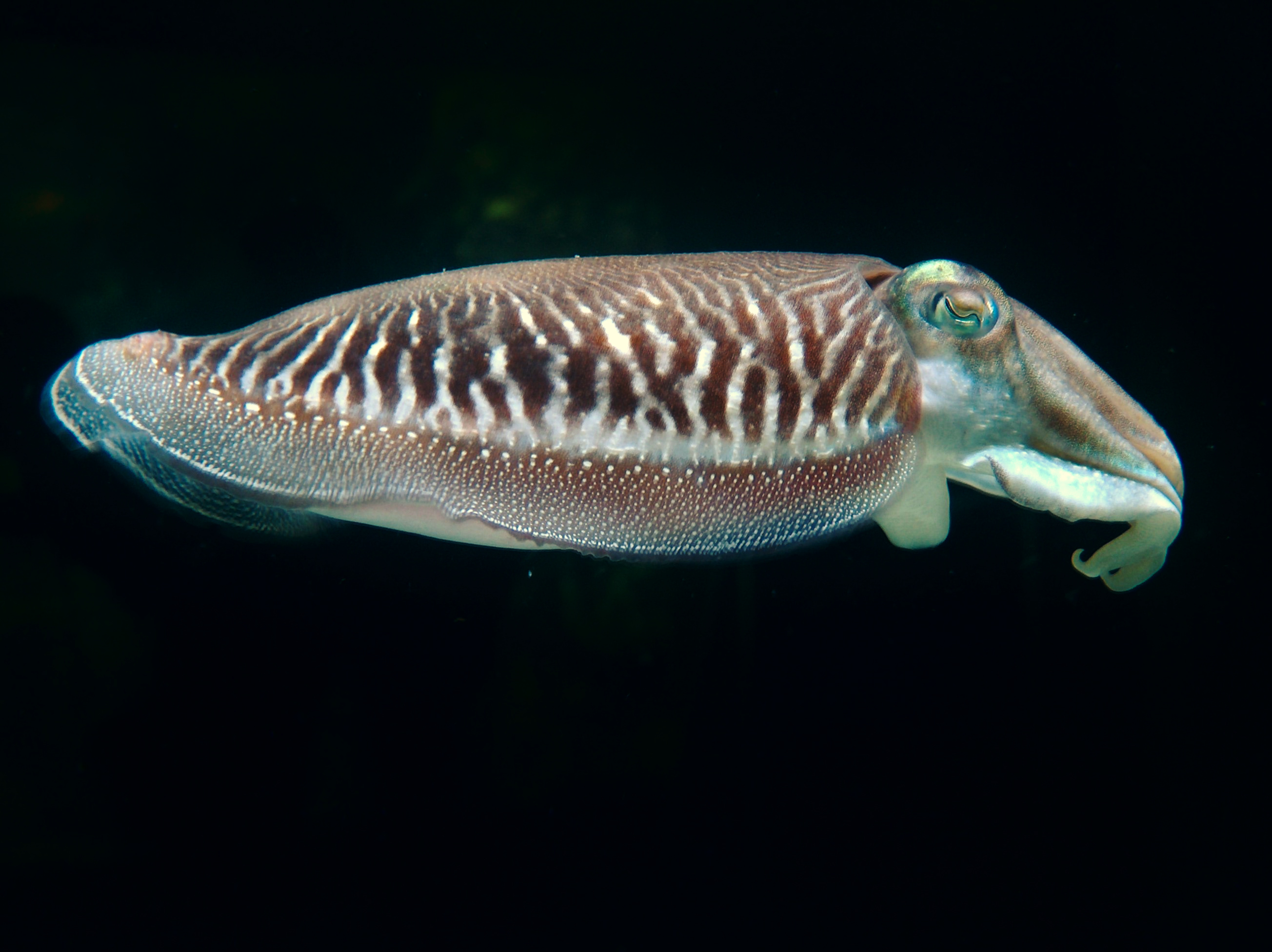
Közönséges tintahal (Sepia officinalis)
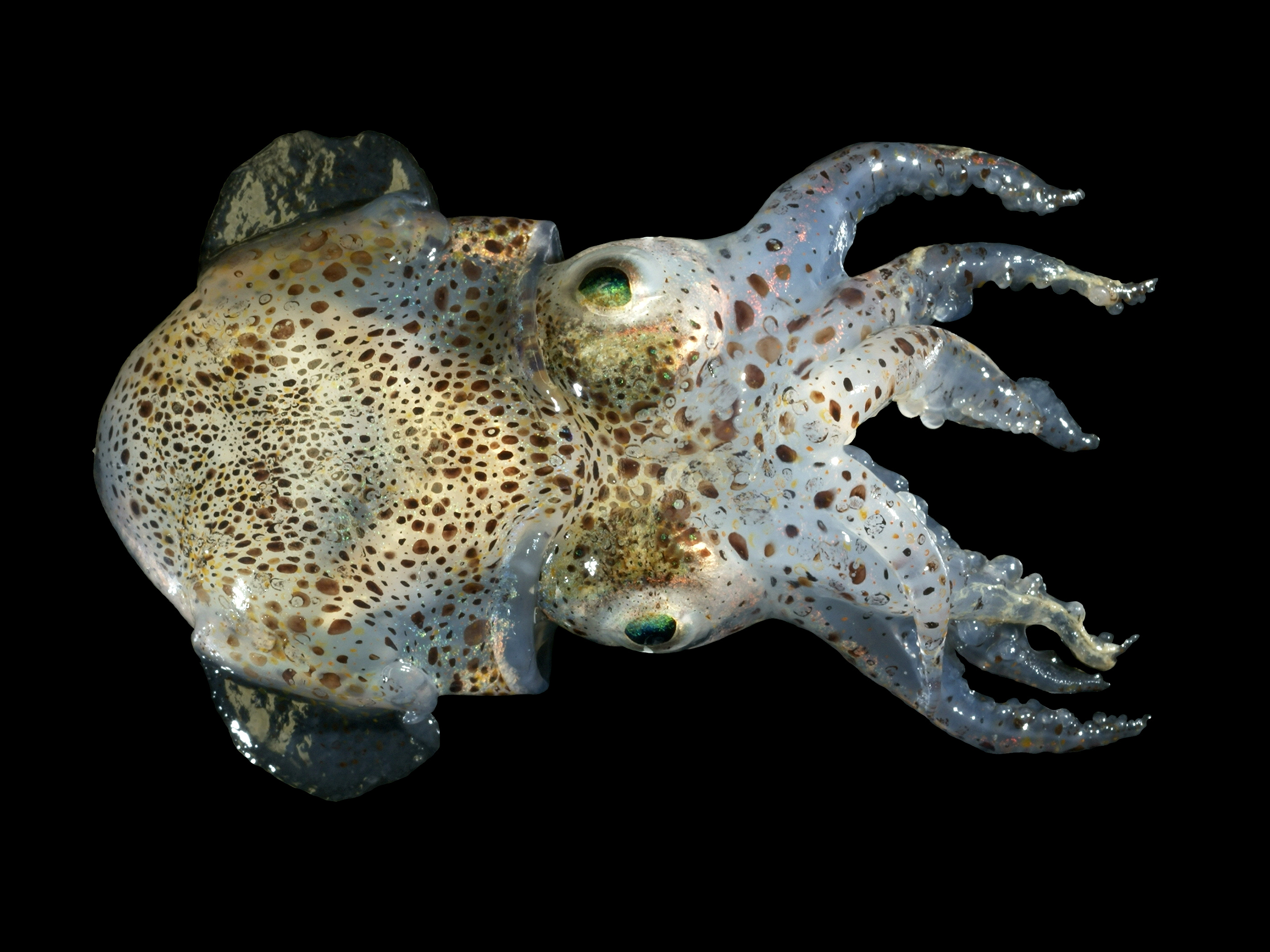
Sepiola atlantica